# Collirio

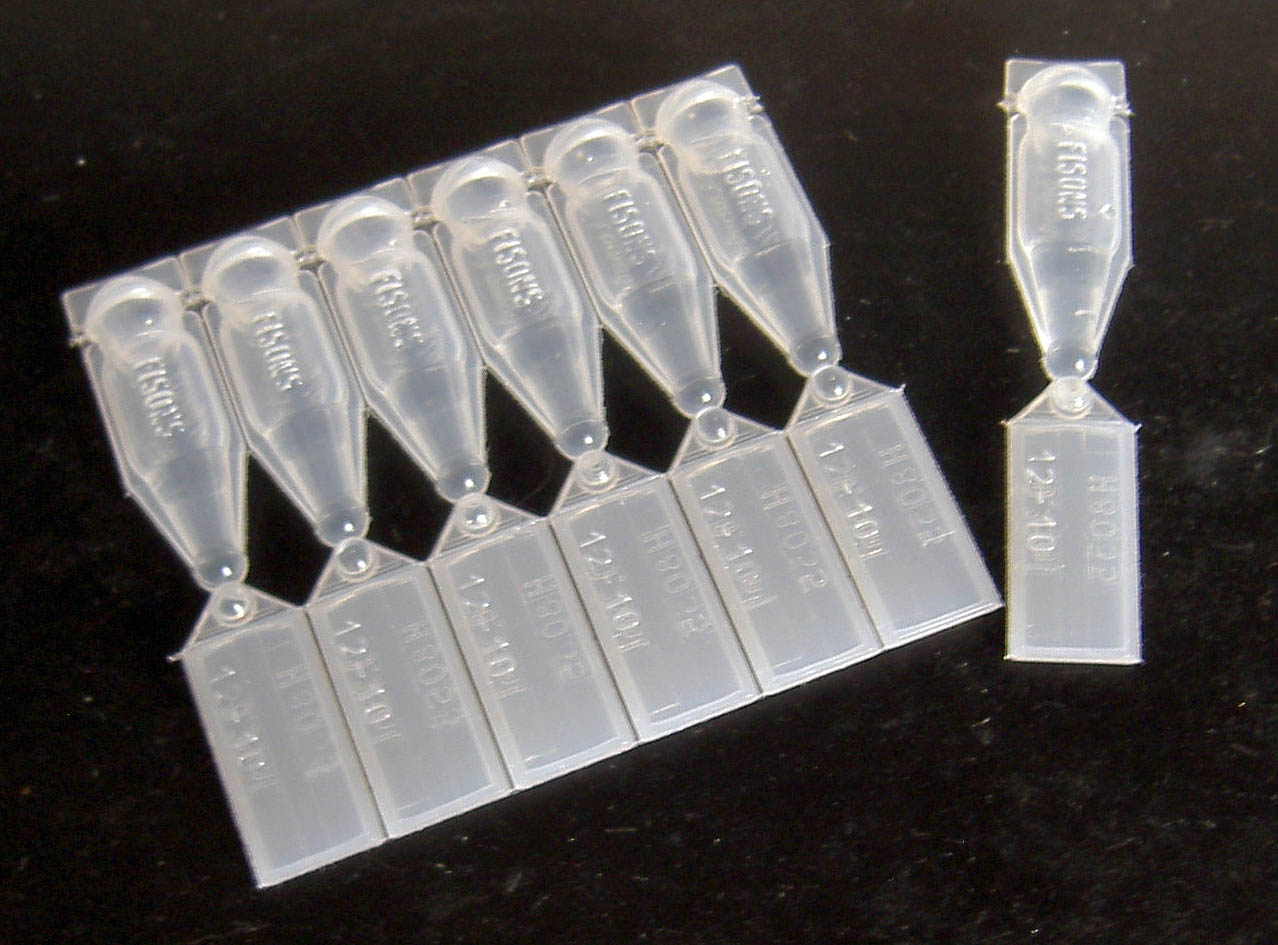
Una busta di fiale da collirio.

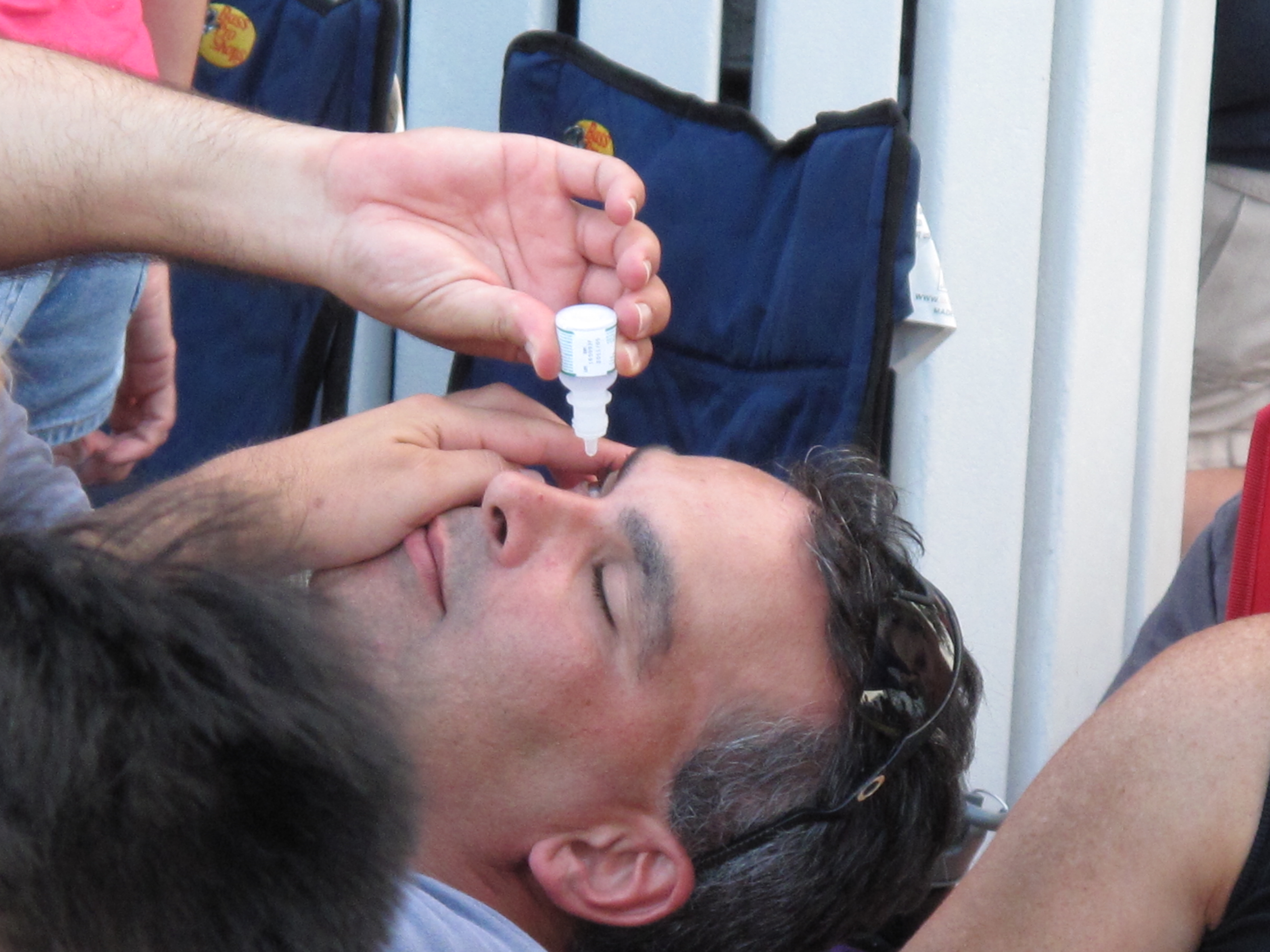
Un trattamento a base di collirio

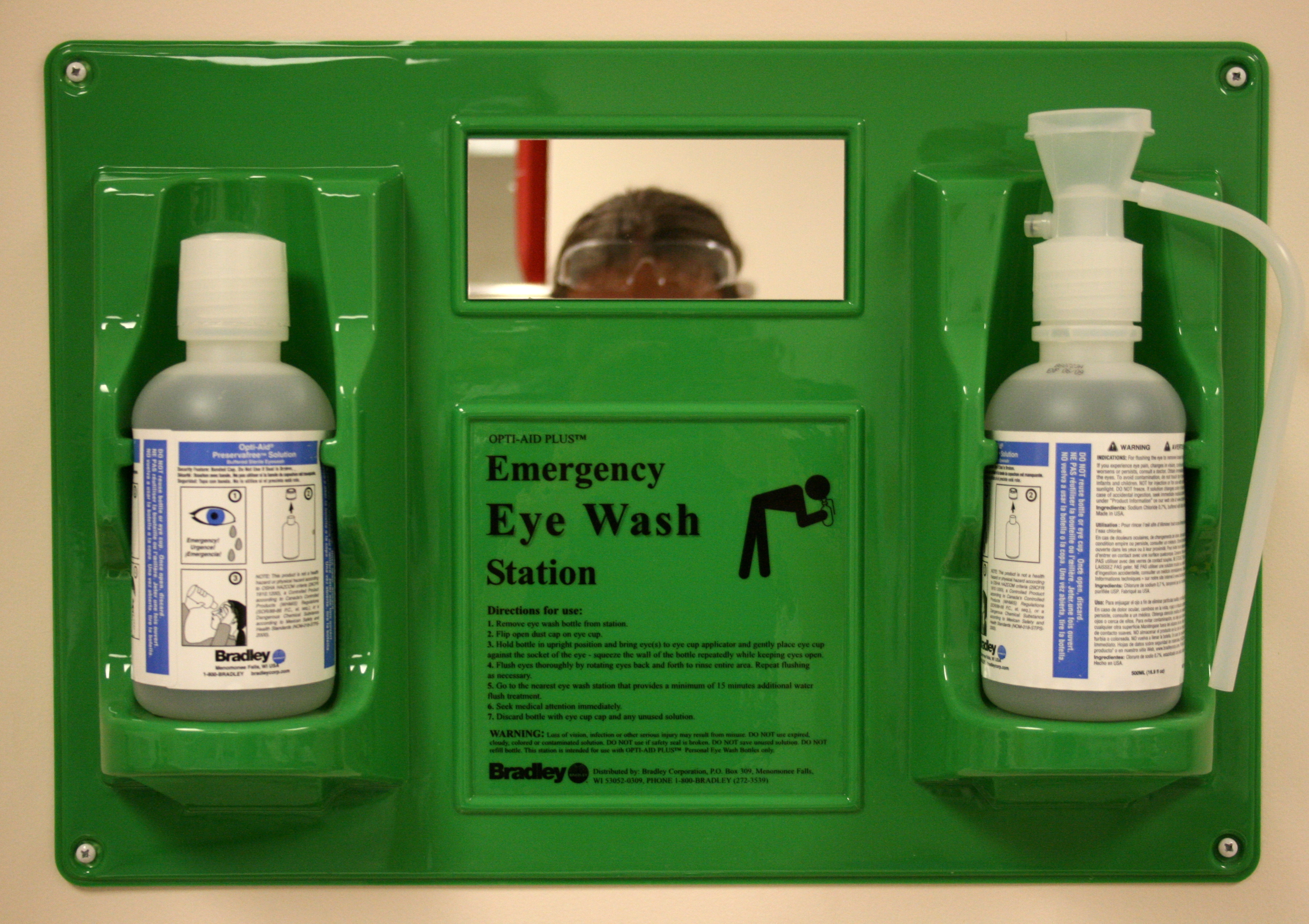
Collirio in un laboratorio

Il collirio (dal greco antico κολλύριον?, kollýrion, "unguento, collirio") è un liquido contenente varie sostanze medicamentose che si applica a gocce in sede oculare per curare le patologie dell'occhio.
Il collirio può contenere eccipienti:
- Per regolare la tonicità.
- Per regolare la viscosità della preparazione.
- Per aggiustare o stabilizzare il pH.
- Per aumentare la solubilità del principio attivo.
- Per stabilizzare la preparazione.

Queste sostanze non devono:
- Influire sull'azione farmacologica desiderata.
- Dar luogo a irritazione locale.

Le preparazioni acquose fornite in contenitori multidose contengono un adatto antimicrobico compatibile con altri componenti della preparazione.
Se i colliri sono formulati senza antimicrobico, vengono forniti in contenitori a dose unica.
I colliri costituiti da una soluzione, esaminati in adatte condizioni di visibilità, sono praticamente limpidi e privi di particelle.
I veicoli non acquosi si impiegano raramente: Per es. quando il farmaco si scioglie solo negli oli o si altera in presenza di acqua. In questi casi l'olio da impiegare è “olio per preparazioni iniettabili”. La tetraciclina cloridrato si utilizza come sospensione all'1% in olio di vaselina e vaselina.
Le preparazioni multidose sono fornite in contenitori che consentono di somministrare in successione gocce della preparazione. Se non diversamente giustificato e autorizzato, i contenitori contengono al massimo 10 ml della preparazione.
L'etichetta indica che per i contenitori multidose i contenuti non devono essere usati dopo un periodo massimo di 4 settimane dall'apertura del contenitore.
Si ricorre alle sospensioni per somministrare farmaci poco solubili in acqua (es. farmaci antinfiammatori di tipo steroideo).
Le sospensioni possono mostrare un sedimento, facilmente disperso per agitazione per dare una sospensione sufficientemente stabile per consentire l'applicazione della corretta dose. Inoltre le sospensioni devono soddisfare al saggio per il controllo delle dimensioni delle particelle:
introdurre una quantità opportuna della sospensione in una cella di conteggio o con una micropipetta su un portaoggetti, secondo il caso, ed esaminare al microscopio un'area corrispondente a 10 microg di fase solida. Per motivi pratici, si raccomanda di osservare prima l'intero campione a basso ingrandimento (per es.50 x) e di identificare le particelle più grandi di 25 micrometri. Queste particelle più grandi possono poi essere misurate a forte ingrandimento (per es. da 200 x a 500 x). Non più di venti particelle hanno una dimensione massima maggiore di 25 micrometri e non più di due di queste hanno una dimensione maggiore di 50 micrometri. Nessuna delle particelle ha una dimensione massima maggiore di 90 micrometri.
Nel collirio sospensione di idrocortisone acetato e neomicina solfato, il 99 per cento delle particelle di idrocortisone acetato deve avere dimensioni non superiori a 20 micrometri.
Dal punto di vista tecnologico i requisiti essenziali dei colliri acquosi riguardano:
1. Sterilità.
2. Preservazione dall'inquinamento microbico.
3. Tonicità.
4. pH.

Per mantenere la sterilità nel tempo e soprattutto dopo la prima apertura, è necessario l'impiego di conservanti, non privi di attività chimica e di alcuni effetti collaterali. Per questo motivo, si preferiscono i colliri monodose, "usa e getta", che consentono a parità di costo l'impiego di conservanti meno attivi (e con minori effetti collaterali) e in dosi più contenute.
Uno dei conservanti più utilizzati è il Cloruro di benzalconio, i cui effetti collaterali noti sono cheratopatia puntata e tossica, che lo rendono controindicato nei pazienti affetti da secchezza oculare e con problemi corneali.

Altri conservanti sono il Timerosal, a base di mercurio, clorexidina (sostanza cationica), clorobutanolo (alcale, contiene un atomo di cloro che aumenta la solubilità dello strato lipidico, che quindi diviene instabile).

Di più recente impiego: l'idrossimetilglicinato di sodio (N-IG), chlorphenesin, 1.2 pentilenglicole, etilesilglicerina, capriloil glicerina, esteri laurici, derivati fosfolipidici, tea tree oil.

## Tipi di collirio
- Argirolo
- Lavaocchi di emergenza